# بين كلايبراج
بين كلايبراج هو سياسي أمريكي، ولد في 31 يناير 1924، وتوفي في 21 يناير 2013. نشط حزبياً في الحزب الجمهوري.